# Центральний (стадіон, Бохтар)
Центральний стадіон — багатоцільовий стадіон, розташований у місті Бохтар у Таджикистані. Місткість арени складає 10 000 осіб. На стадіоні проводять свої домашні матчі футбольні клуби «Хатлон» та «Таджіктелеком» (до 2008).
Тут також проводяться змагання з інших видів спорту, наприклад, з легкої атлетики.